# Патријарх српски Јефрем
Свети Јефрем (око 1311. код Трнова — 15. јун 1399. у близини Пећи) хришћански је светитељ и архиепископ пећки и патријарх српски у два наврата, од 1375. до 1379. године и поново од 1389. до 1390. године.
После упокојења патријарха Саве IV, на позив кнеза Лазара и Ђурђа Балшића, сазван је 1375. године сабор у Пећи, на који се сабраше митрополити, епископи и часни игумани да изаберу новог поглавара Српске цркве. И после дугог већања у среду 3. октобра 1375. године, за српског патријарха изабран је Јефрем.

## Биографија
Као син једнога свештеника одмалена је тежио за духовним и подвижничким животом. Одбегао је у Свету гору са 23 године, када су родитељи хтели да га жене. Најпре је живео у Хиландару, затим у Зографу, а онда на самој планини Атосу. Због најезде Турака прешао је у неки манастир у околини Пловдива, коме је био игуман.
Од патријарха Јоаникија је добио благослов да се настани у „Дечанској пустињи”, дакле у некој његовој испосници. После Душанове смрти, патријарх Сава му је створио ћелију у Ждрелу, недалеко од Пећке патријаршије. Када је настала борба о првенство у држави и у цркви, Сабор је изабрао Јефрема за патријарха на место упокојеног Саве 1375. године. Када му је саопштен избор, он је заплакао јер није желео да буде патријарх. 1379. је оставио престо и предао га Спиридону, а он се опет повукао у пустињу. Ипак после смрти Спиридонове, 1389. године, умолио га је кнез Лазар да се поново прими дужности. Управљао је Српском црквом у тешко време после пораза у Косовској бици. Преминуо је 1399. године. Мошти му се налазе у манастиру у Пећи.
Српска православна црква слави га 15. јуна по црквеном, а 28. јуна по грегоријанском календару.

## Књижевни рад
У историји књижевности познат и као монах Јефрем, написао је Канон молбени Исусу Христу, Канон молбени пречистој Богородици, Стихире молбене пречистој Богородици, Стихире молбене господу нашем Исусу Христу, Стихире Крстобогородичине и Стихире без акростиха (све између 1355. и 1371). У тешким временима претеће турске најезде, монах Јефрем је исписао драматичне стихове пуне исихастичких мотива, покајничког молебног тона и чврсте вере у помоћ Христа и Богородице у просветљење од мрака који се надвио над Србију и у преображај сумрачног стања своје грехом испуњене душе. Јефремово дело је 1970. у Хиландару у целини открио и приредио Д. Богдановић, а независно од њега и П. Матејић 1975, који сматра да није реч о српском патријарху, већ о трновском монаху-писцу који припада бугарској књижевности.

## Превод на савремени српски језик
- Канон молбени господу Исусу Христу; Канон молбени пречистој Богородици; Канон молбени за цара; Стихире молбене пречистој Богородици; Истога Јефрема друге стихире без акростиха; Истога Јефрема друге стихире молбене господу нашем Исусу Христу; Истога Јефрема друге стихире, Крстобогородичне, у: „Шест писаца ХIV века”, избор, данашња језичка верзија и редакција Димитрије Богдановић. Београд, Просвета, СКЗ, 1986, Стара српска књижевност у 24 књиге, књ. 10.